# Лийвамаа, Урмас
Урмас Лийвамаа (эст. Urmas Liivamaa; 24 августа 1968, Таллин) — советский и эстонский футболист, защитник.

## Биография
В советский период провёл три сезона с перерывом в соревнованиях мастеров, выступая во второй лиге за таллинский «Спорт», всего сыграл 57 матчей и забил один гол. Также играл за клубы чемпионата Эстонской ССР среди коллективов физкультуры — таллинские «Звезду» и «Норму». В начале 1990-х годов выступал в низших дивизионах Финляндии за клуб «Хонка» (Эспоо).
Первый сезон после распада СССР провёл в таллинской «Флоре», но сыграл лишь 2 матча в чемпионате Эстонии. Летом 1992 года вернулся в «Норму», с которой за два сезона стал чемпионом и серебряным призёром чемпионата страны, обладателем и финалистом Кубка Эстонии, однако не был стабильным игроком стартового состава. Летом 1994 года перешёл в другой таллинский клуб — «Таллинна Садам», с которым становился обладателем Кубка и Суперкубка Эстонии и неоднократным призёром чемпионата страны. В составе «Нормы» и «Таллинна Садам» принимал участие в играх еврокубков. С 1999 года до конца карьеры играл за любительские клубы низших лиг.
Всего в высшем дивизионе Эстонии сыграл 97 матчей и забил 2 гола.
15 ноября 1991 года сыграл единственный матч за сборную Эстонии, в рамках Кубка Балтии против Литвы (1:4). Эстонский футбольный союз и FIFA считают эту игру неофициальной.

## Достижения
- Чемпион Эстонии: 1992/93
- Серебряный призёр чемпионата Эстонии: 1993/94, 1997/98, 1998
- Обладатель Кубка Эстонии: 1993/94, 1995/96, 1996/97
- Финалист Кубка Эстонии: 1992/93
- Обладатель Суперкубка Эстонии: 1996